# Ørsted (satélite)
Ørsted (pronunciado Oersted) es el primer satélite artificial de Dinamarca. Denominado así por el físico danés Hans Christian Ørsted, fue lanzado el 23 de febrero de 1999 a bordo de un cohete Delta desde la base Vandenberg de la Fuerza Aérea. Está dedicado a la cartografía del campo magnético de la Tierra y a la medición de partículas cargadas.
El satélite se estabiliza mediante gradiente gravitatorio, utilizando una pértiga para instrumentos de 8 metros de largo. Usa una cámara para determinar la posición de la nave (con una precisión menor a 20 segundos de arco) mediante posicionamiento estelar, y como respaldo lleva sensores solares y magnetómetros. La energía se obtiene mediante cinco paneles solares montados sobre el cuerpo del satélite, proporcionando 54 vatios de potencia. El satélite utiliza baterías de níquel-cadmio para los momentos en que está en sombra. Para determinar la posición hace uso de GPS, y monta dos procesadores 80C186 para las tareas de control y procesamiento. El sistema de almacenamiento de a bordo puede guardar hasta 13 horas de datos, y la transmisión de los mismos se hace por banda S, con una velocidad máxima de 256 kbps mediante antenas de dipolo.

## Instrumentos
- Magnetómetro Overhauser de precesión de protones: mide el valor escalar del campo magnético con una resolución menor a 1 nT.
- Magnetómetro CSC de puerta de flujo: mide las componentes vectoriales del campo magnético con una resolución de entre 3 y 5 nT.
- Detectores de partículas: utiliza seis detectores para medir partículas cargadas de alta energía, entre ellas electrones (con energías entre 30 KeV y 1 MeV), protones (de entre 200 KeV y 300 MeV) y partículas alfa (entre 1 y 100 MeV).
- GPS: utilizado para mediciones de ocultación con el fin de determinar la temperatura y densidad de electrones.

Los dos magnetómetros y la cámara de posicionamiento van montados en la pértiga desplegable.